# Paul Pierce
Paul Anthony Pierce (født 13. oktober 1977 i Oakland, Californien, USA) er en amerikansk basketballspiller.
Siden han blev draftet i 1998, har han spillet for NBA-klubben Boston Celtics, men skiftede i 2013 til Brooklyn Nets. Sammen med Celtics, var han med til at vinde NBA-mesterskabet i 2008 og er desuden seks gange blevet valgt til ligaens All-Star hold.